# Wolf Huber
Pour les articles homonymes, voir Huber.

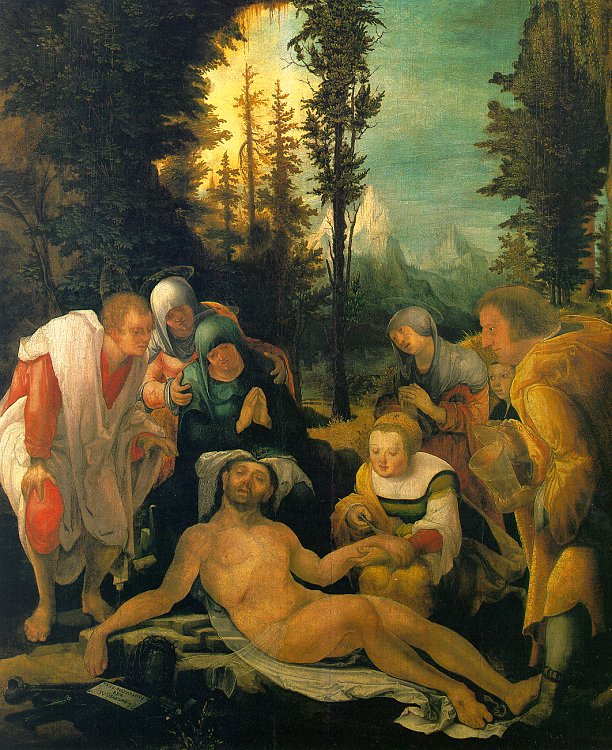
La Déploration du Christ
1524, Musée du Louvre

Wolf Huber (né v. 1485 et mort le 3 juin 1553 à Passau) était un peintre autrichien, dessinateur et graveur sur bois, qui, après Albrecht Altdorfer, fut le plus important membre de l'école du Danube. 

## Biographie
Wolf Huber originaire d'un village voisin, a élu domicile en 1515 à Passau, presqu'île cernée par le Danube et son affluent l'Inn, inondée en période de crue. Il travailla jusqu'à sa mort au service des évêques de Passau. Il fut également actif à Ratisbonne.
Il a probablement rencontré Altdorfer en 1500, mais il s'en démarque par l'attention qu'il porte aux personnages et à l'intensité dramatique de leurs expressions.
Peu de ses peintures sont connues, et ce sont ses dessins et gravures sur bois qui traduisent le mieux son approche lyrique du paysage.

## Œuvres
- La Déploration du Christ, 1524, bois, 105 × 86 cm, Musée du Louvre, Paris[2]
- Le Christ au Jardins des Oliviers, 1530 Alte Pinakothek
- Loth et ses filles, 1537, Kunsthistorisches Museum de Vienne[1]
- Allégorie de la Rédemption, panneau de tilleul, 154 × 130 cm, Kunsthistorisches Museum de Vienne[3]
- Portrait de Jacob Ziegler, 1544-1549, panneau de tilleul, 58 × 44 cm, Kunsthistorisches Museum de Vienne[3]
- Passion du Christ, Abbaye de Saint-Florian, Autriche
- Intérieur d'église, plume, encre brune, lavis brun et d'encre noire, H. 0,207 ; L. 0,121 m, Beaux-Arts de Paris[4]. Ce dessin est daté de 1518. Il représente parfaitement la recherche d'homogénéité et de cohérence architecturale réalisée par Huber dans ses intérieurs d'églises. Comme l'allée centrale de l'Annonciation du Statens Museum for Kunst de Copenhague, le bas-côté du dessin des Beaux-Arts évoque la haute nef de la Circoncision et de la Présentation au temple gravées vers 1512-1513, mais surtout celle de L'Offrande refusée de Joachim, peinte sur l'un des panneaux du Retable de Sainte-Anne de l'église paroissiale Saint-Nicolas de Feldkirch[5].